# Jordan Crawford
Jordan Lee Crawford (ur. 23 października 1988 w Detroit) – amerykański koszykarz, grający na pozycji rzucającego obrońcy.
Crawford został wybrany z 27 numerem draftu 2010 przez New Jersey Nets. Później prawa do niego zostały wymienione do Atlanta Hawks. 23 lutego 2011 Crawford, razem z Mauricem Evansem i Mikiem Bibbym, zostali wymienieni do Washington Wizards. 30 marca 2011, przeciwko Miami Heat, zdobywając 39 punktów ustanowił swój rekord w tym względzie. 1 kwietnia, przeciwko Cleveland Cavaliers, Crawford zdobywając 21 punktów, 11 asyst i 10 zbiórek, zanotował swoje pierwsze triple-double w NBA. W meczu przeciwko Atlanta Hawks, 19 grudnia 2012, Crawford uzyskał swoje drugie triple-double: 27 punktów, 11 zbiórek i 11 asyst. W dzień trade deadline 2013, został wymieniony przez Wizards do Boston Celtics.
Z powodu kontuzji Rajona Rondo, Crawford został wyjściowym rozgrywającym Celtics na początku sezonu 2013/14. 29 listopada 2013, zdobył 11 punktów, 11 zbiórek i 10 asyst, uzyskując trzecie triple-double podczas kariery w NBA. 9 grudnia 2013, Crawford został wybrany Zawodnikiem Tygodnia po tym, jak ze średnimi 23,3 punktu, 6,7 asysty i 3,0 zbiórki na mecz i przy skuteczności na poziomie 61% pomógł Celtics wygrać wszystkie trzy rozegrane tamtego tygodnia mecze.
15 stycznia 2014, Crawford wziął udział w wymianie między trzema klubami, dzięki której dołączył do drużyny Golden State Warriors.
6 marca 2017 podpisał 10-dniowy kontrakt z New Orleans Pelicans. 16 marca zawarł umowę do końca sezonu. 22 października został zwolniony.
5 kwietnia 2018 związał się umową z New Orleans Pelicans do końca sezonu zasadniczego. 19 listopada dołączył do niemieckiej Alby Berlin, podpisując miesięczną umowę. 2 dni później opuścił klub z powodu negatywnych wyników testów fizycznych.
7 stycznia 2019 został zawodnikiem izraelskiego Ironi Naharijja.
25 lutego 2020 zawarł kontrakt z niemieckim Brose Baskets Bamberg. 3 lipca 2020 dołączył do rosyjskiego Lokomotiwu Kubań. 17 lutego 2021 opuścił klub.
24 lutego 2021 podpisał kontrakt z Galatasaray Stambuł.

## Osiągnięcia
Stan na 17 lutego 2021, na podstawie, o ile nie zaznaczono inaczej.
NBA
- Uczestnik:
  - rozgrywek  Sweet Sixteen turnieju NCAA (2010)
  - turnieju NCAA (2008, 2010)
- Mistrz sezonu regularnego konferencji Big East (2010)
- Zaliczony do:
  - I składu:
  - Atlantic 10 (2010)
  - turnieju Atlantic 10 (2010)
  - III składu All-American (2010 przez Sporting News)

Indywidualne
- Uczestnik meczu gwiazd D-League (2017)[22]
- Zawodnik tygodnia NBA (9.12.2013)